# Dark Seed II
 (janvier 2019).
Si vous disposez d'ouvrages ou d'articles de référence ou si vous connaissez des sites web de qualité traitant du thème abordé ici, merci de compléter l'article en donnant les références utiles à sa vérifiabilité et en les liant à la section « Notes et références ».
Dark Seed II est la suite directe du jeu vidéo d'horreur psychologique Dark Seed développé par Cyberdreams sorti en 1995 sur plateforme Windows 3.x et en 1997 sur Saturn et PlayStation.

## Histoire
Après avoir sauvé le monde d'une invasion extra-terrestre, Mike a fait une grave dépression nerveuse et il vit désormais avec sa mère dans sa ville natale Crowley au Texas. Un an passe et Mike est toujours en proie à de graves migraines. Tout va au plus mal quand son ancienne petite amie du lycée est retrouvée brutalement assassinée. Tout semble accuser Mike et il doit prouver son innocence alors que les Anciens font de nouveau leur apparition... Le monde est donc encore une fois menacé et Mike doit naviguer entre deux réalités, le monde réel et le monde des ténèbres. Et si Mike se trompait de réalité ?

## Développement
Le concepteur Mike Dawson n'est plus du tout aux commandes de cette suite, il a en effet quitté Cyberdreams peu de temps après la sortie du premier opus. Il prête néanmoins toujours ses traits au personnage principal mais sa voix est doublée par Chris Gilbert. H. R. Giger n'a produit aucun artwork pour cette version, la plupart étant sous licence, ses anciennes créations ont été réutilisées pour cet opus.

## Accueil
- Famitsu : 24/40 (Sat)[1]